# W90-Mattensprunganlage
Il W90-Mattensprunganlage è un trampolino situato a Ramsau am Dachstein, in Austria.

## Storia
Costruito nel 1995 in previsione dei Campionati mondiali di sci nordico del 1999, l'impianto ha ospitato le gare di salto con gli sci dal trampolino normale e di combinata nordica della rassegna iridata, mentre le prove dal trampolino lungo si tennero sul Trampolino Paul Ausserleitner di Bischofshofen.

## Caratteristiche
Il trampolino è un HS 98 con punto K 90 (trampolino normale); il primato di distanza appartiene alla giapponese Sara Takanashi (102 m nel 2011), mentre il primato maschile è stato stabilito dal suo connazionale Daito Takahashi (101 m nel 2005).